# Vissotni (Obraztsovi)
|  | Per a altres significats, vegeu «Vissotni (Pervomaiski)». |

Vissotni - Высотный (rus) és un possiólok del krai de Krasnodar, a Rússia. Es troba a la vora dreta del riu Txelbas. És a 25 km al sud de Leningràdskaia i a 127 km al nord de Krasnodar.
Pertany al possiólok d'Obraztsovi.